# Долгая (Липецкая область)
До́лгая — деревня в Стебаевском сельсовете Липецкого района Липецкой области.
Расположена в 2 км восточнее Воронежского шоссе.
Первоначально это было отделение имени Ленина свекловичного совхоза, центральная усадьба которого располагалась в селе Боринское. Позже оно стало центральной усадьбой совхоза имени Ленина. Вероятно, в середине XX века она получила статус посёлка.
В 1994 году на картах селение обозначали свх. им. Ленина (нежил.). Однако позже селение вновь стало жилым, и 12 мая 2003 года ему присвоили новое название — деревня Долгая; оно связано с тем, что дорога от центральной усадьбы в Боринском до поселка была долгой (около 20 км).
От названия совхоза в деревне сохранилось наименование Ленинской улицы.

## Население
| 2010 | 2012 |
| ---- | ---- |
| 40   | ↗85  |